# Stadio olimpico Monumentale
Lo stadio olimpico Monumental (in portoghese Estádio Olímpico Monumental) è uno stadio calcistico di Porto Alegre, nello stato di Rio Grande do Sul, in Brasile, con una capacità massima di 45 000 persone. L'impianto è di proprietà della società calcistica che era solito ospitare, il Grêmio Foot-Ball Porto Alegrense.

## Storia
Fu inaugurato il 19 settembre 1954 con una capacità originaria di 38.000 persone. La partita inaugurale fu giocata il giorno stesso dell'apertura dello stadio, e vide in campo Grêmio e Nacional di Montevideo, con i padroni di casa che vinsero per 2-0; il primo gol fu segnato da Vitor. Nel 1980 lo stadio subì una ristrutturazione che ne portò la capacità ad 85.000, ma nel 1990 una modifica agli anelli la fece diminuire a 51.081 posti.
Il pubblico record si è registrato il 26 aprile 1981 in Grêmio-Ponte Preta 0-1, con 85.721, spettatori. Il Grêmio vi vinse la Coppa Libertadores 1983 il 29 luglio di quell'anno, sconfiggendo il Peñarol.
Il Grêmio si trasferì dallo stadio olimpico Monumental alla nuova Arena do Grêmio l'8 dicembre 2012.